# Dark Fortress
Dark Fortress är ett tyskt black metal-band bildat 1994. Bandet har turnerat över hela världen men blivit mest kända i norra Europa.

## Medlemmar

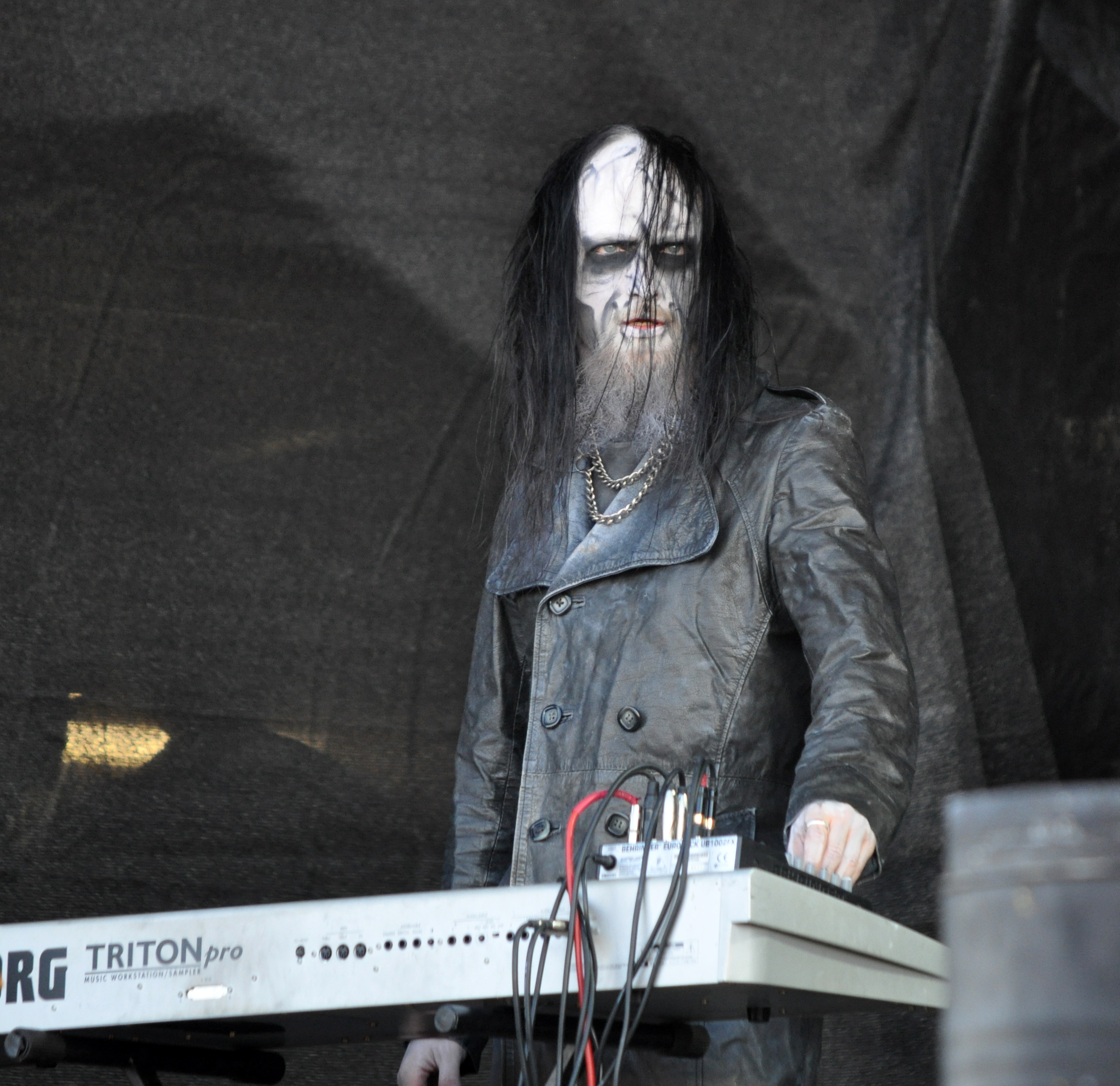
Paymon
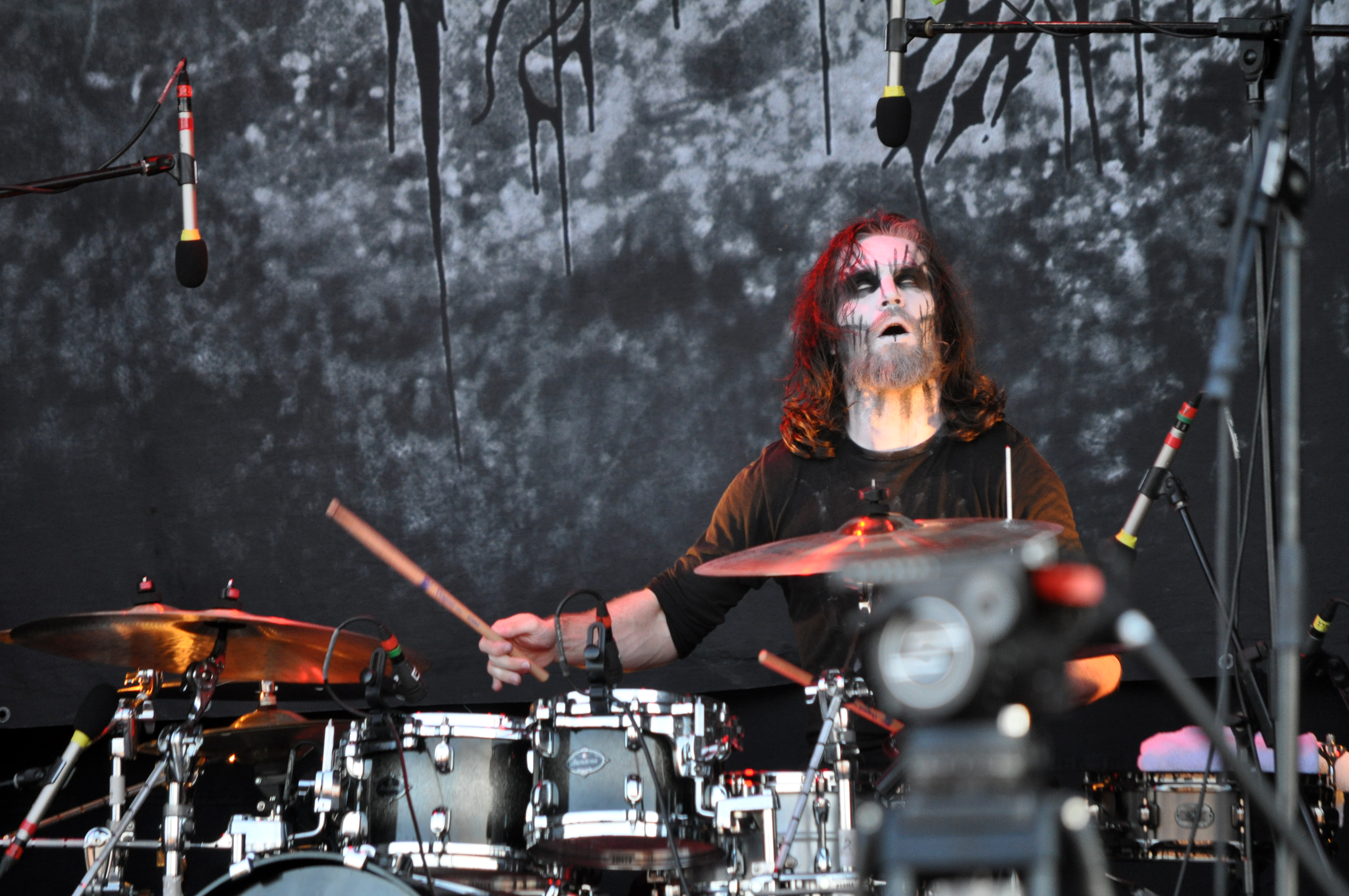
Seraph
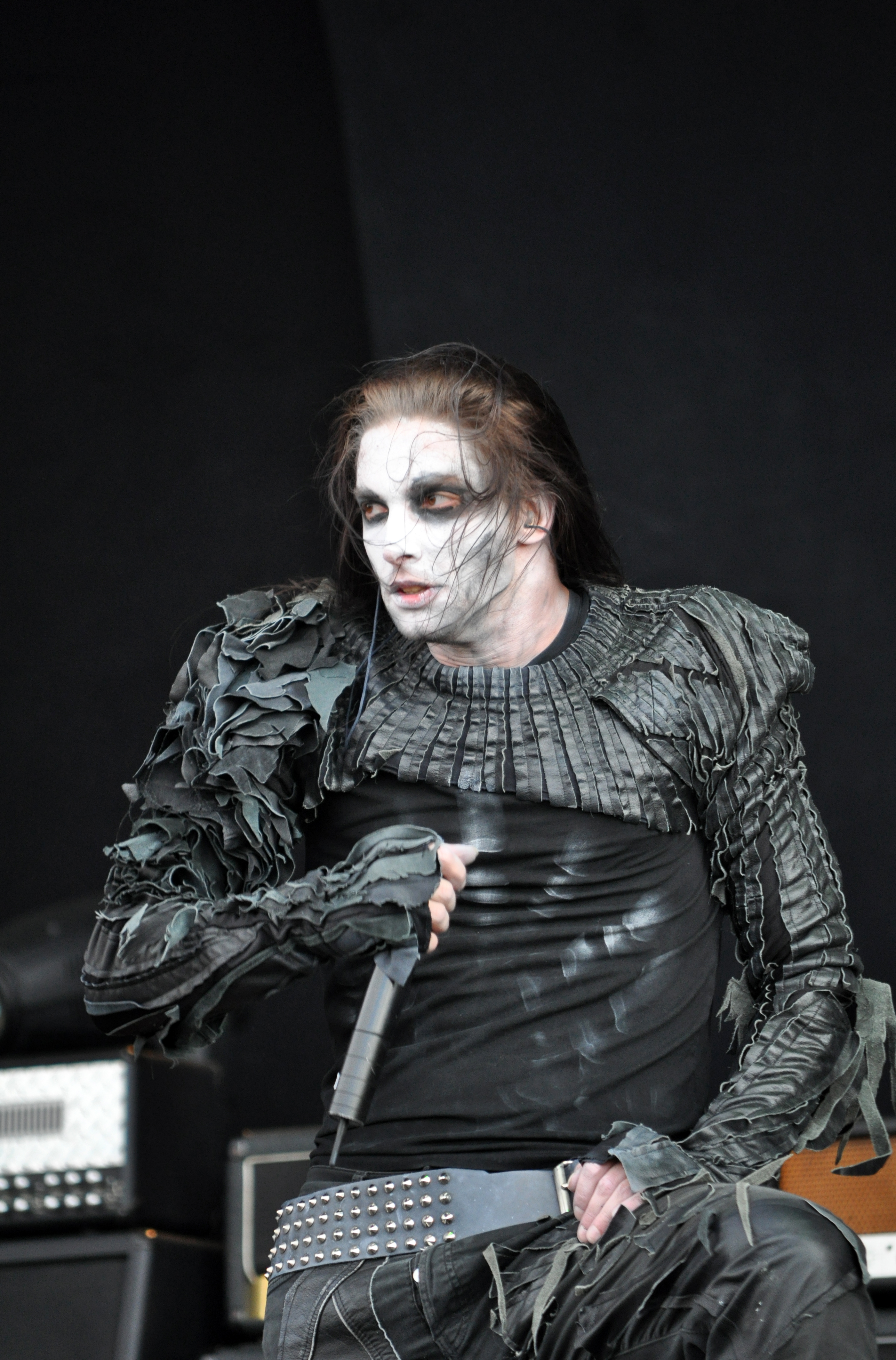
Morean

Nuvarande medlemmar
- Asvargr – gitarr (1994– )
- Seraph (Matthias Landes) – trummor (2001– )
- V. Santura (Victor Bullok) – gitarr (2001– )
- Morean (Florian Magnus Maier) – sång (2007– )
- Phenex (Job Bos) – keyboard (2015– )

Tidigare medlemmar
- Njord – basgitarr (1994–1997)
- Azathoth (Matthias Jell) – sång (1994–2007)
- Crom (Walter Grosse) – gitarr, basgitarr (1997–2001)
- Charon – trummor (1997–2001)
- Zoltan (Alex Stütz)	– gitarr (1997–2000)
- Thamuz – keyboard (1997)
- Paymon – keyboard (1998–2014)
- Draug – basgitarr (2000–2018)

Turnerande medlemmar
- Phenex (Job Bos) – keyboard (2012, 2014–2015)
- Hannes Grossmann – trummor (2015– )
- Ar (Michael Zech aka Arioch) – basgitarr (2018– )

Bildgalleri

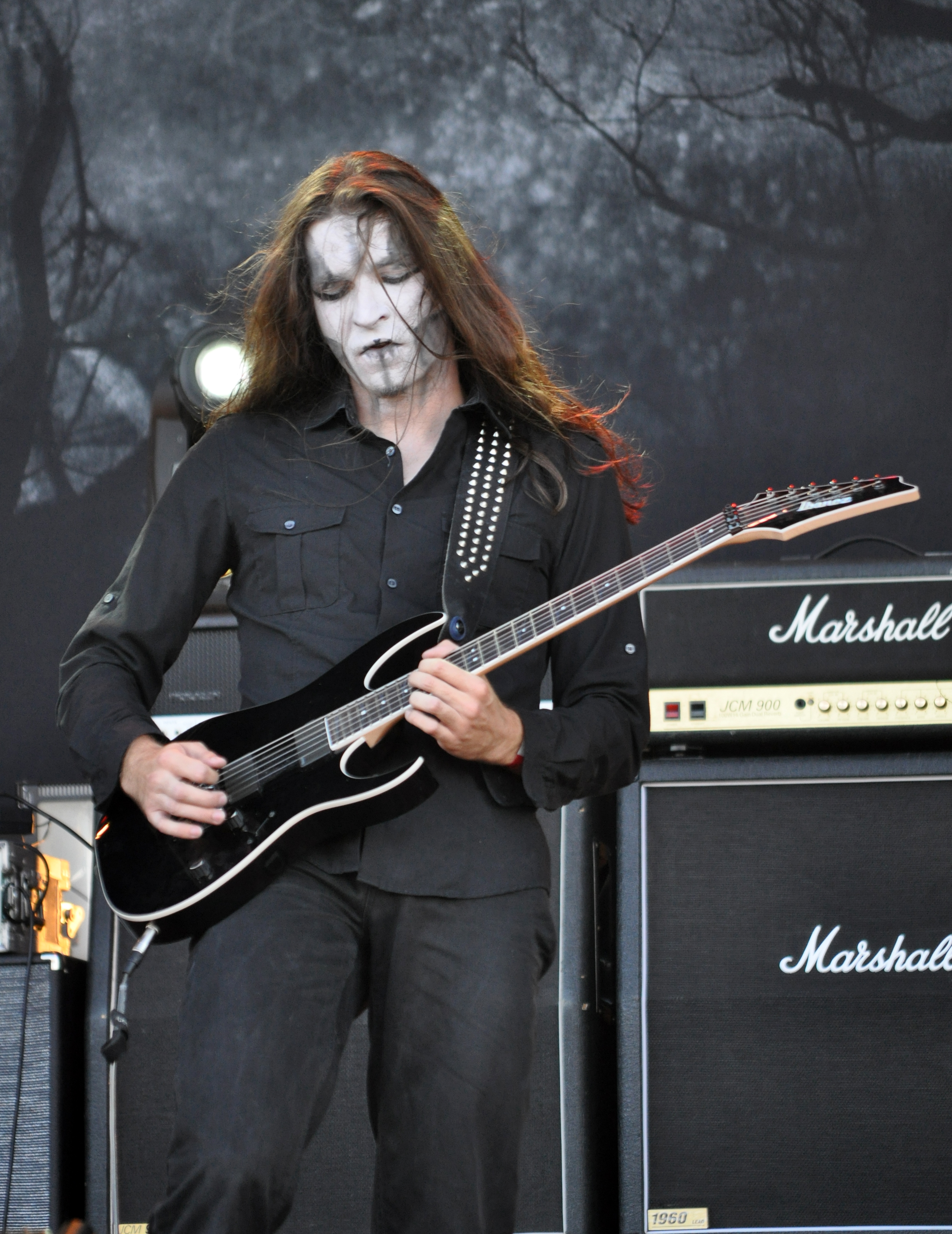
V Santura
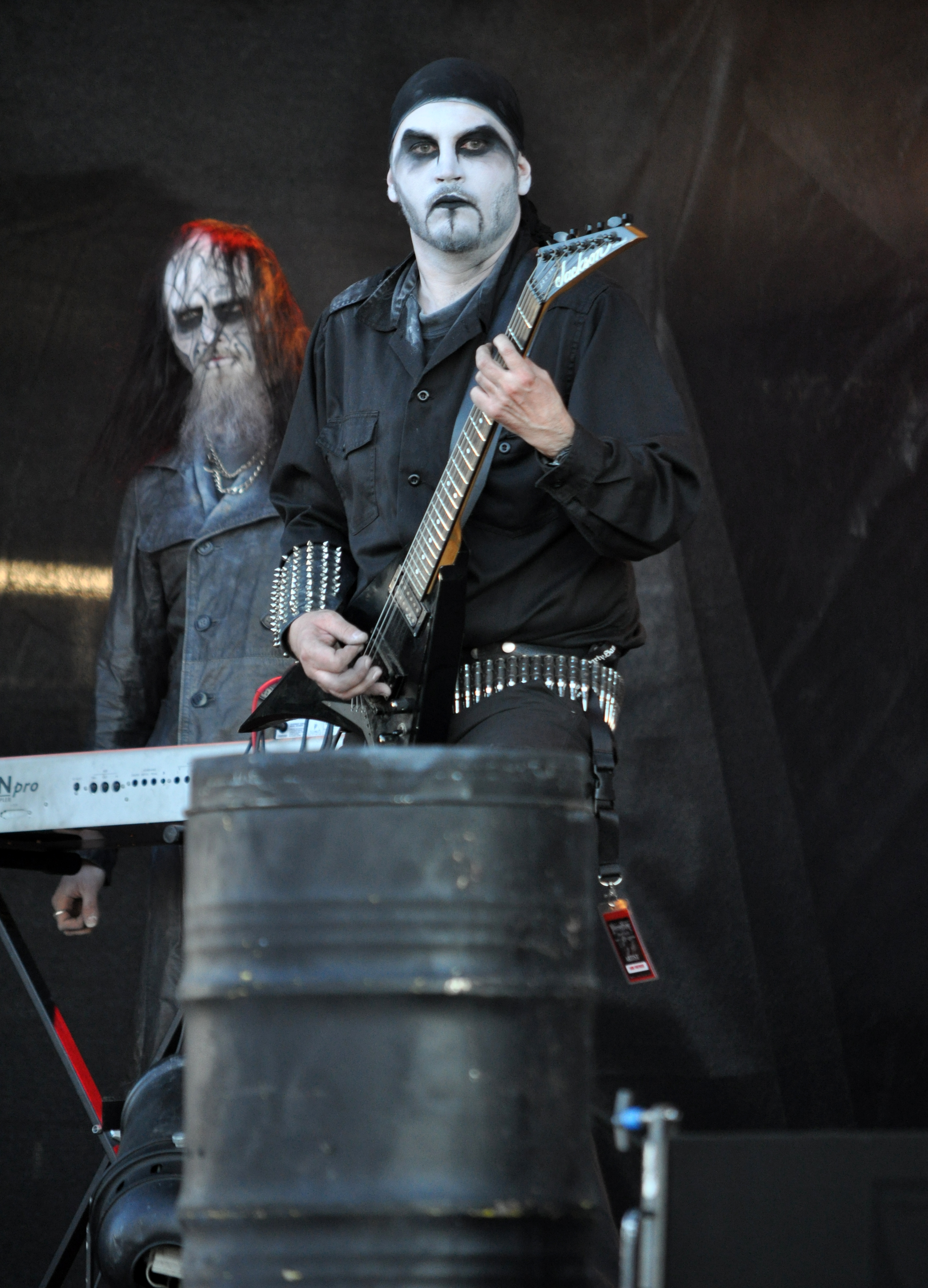
Asvargr
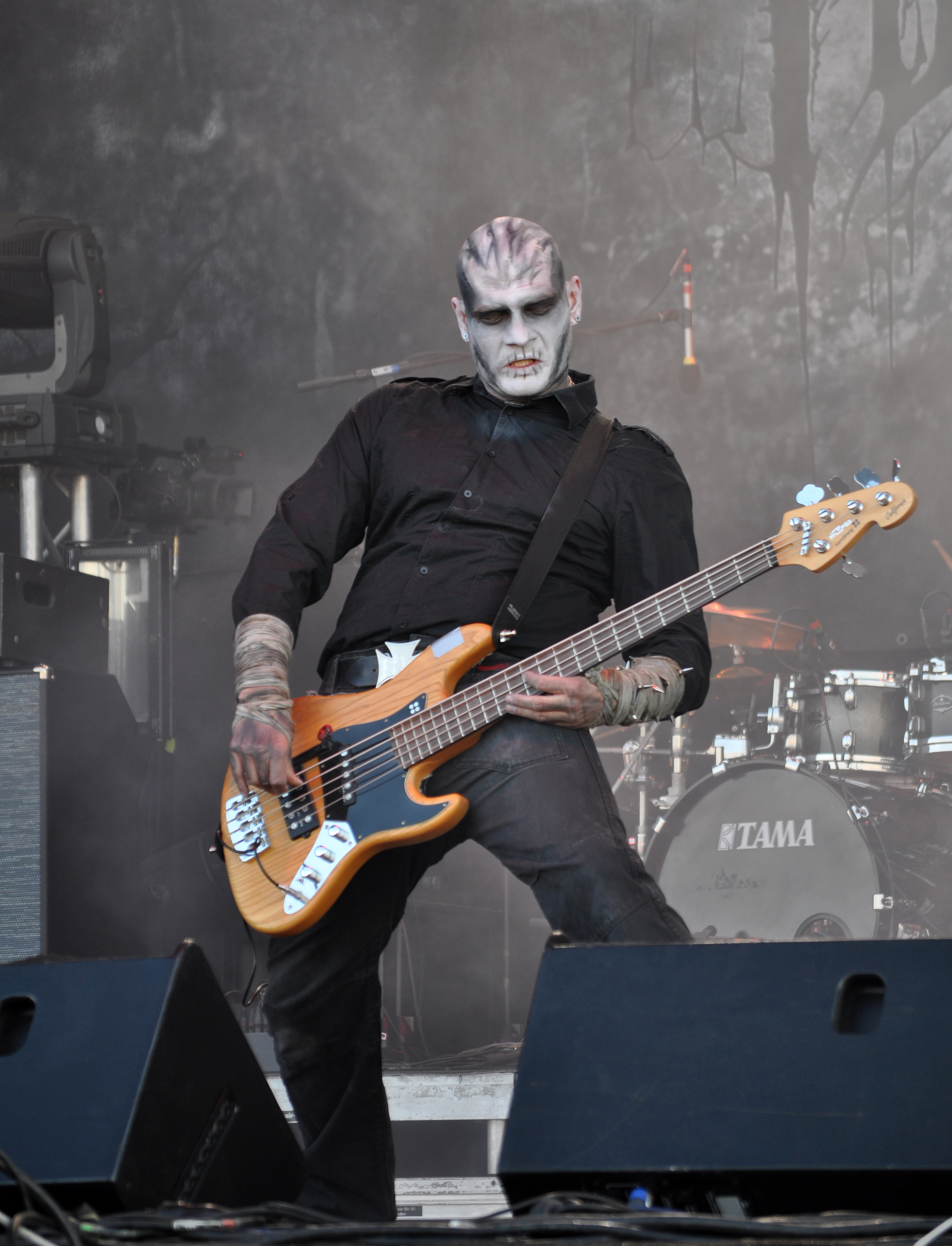
Draug

- Paymon
- Seraph
- Morean

## Diskografi
Demo
- 1996 – Rebirth of the Dark Age

Studioalbum
- 2001 – Tales From Eternal Dusk
- 2003 – Profane Genocidal Creations
- 2004 – Stab Wounds
- 2006 – Séance
- 2008 – Eidolon
- 2010 – Ylem
- 2014 – Venereal Dawn
- 2020 – Spectres from the Old World

Annat
- 1997 – Towards Immortality (delad album med Barad Dür)